# 조연
조연(助演)은 주연 배우보다 낮고 단역보다 높은 배역을 연극이나 영화에서 연기하는 배우를 말한다. 이 역할의 중요성을 인정하여 연극 및 영화 산업은 최고의 조연 배우들에게 별도의 상을 수여한다.
이들은 단역부터 주요 역할까지 다양하며, 가장 친한 친구, 사랑의 상대, 사이드킥 (예: 배트맨 시리즈의 로빈), 또는 반동인물 (예: 악당)처럼 이야기에 중추적이거나 필수적인 경우가 많다. 이들은 때로는 캐릭터 배우 역할이지만, 항상 그런 것은 아니다. 초기에는 종종 민족적 고정관념을 나타내기도 했다.
텔레비전에서 데이 플레이어라는 용어는 장기 계약 없이 일일 고용되는 대부분의 대사가 있는 역할을 맡은 조연 배우를 지칭하는 데 사용된다.
아카데미상에서는 매년 조연 배우에게 주는 상이 있다. 현재 배우의 대사가 더빙되지 않는 한 조연 배우와 주연 배우 후보 지명 간의 특정 기준은 없으며, 조연 및 주연 역할의 결정은 아카데미 회원들이 한다. 비평가들은 주연/조연 역할에 "정해진 규칙이나 일반적인 논리 없이, 단지 분위기"만 있으며 이는 인종, 사회 또는 성 정체성 편견에서 비롯될 수 있다고 지적했다.

## 같이 보기
- 아카데미 남우조연상
- 보조 출연자